# 超音波接合
超音波接合（ちょうおんぱせつごう、Ultrasonic welding）とは、超音波による振動を接合対象に印加して接合する手法。

## 概要
従来の溶接では電流を流したり、加熱することにより、接合対象の融点まで加熱して接合していた。超音波接合では振動子で材料に超音波振動を印加して接合面が超音波振動によって互いに擦れ合うことで、酸化皮膜や吸着ガスなどの表面層の不純物を飛散させ、接合面に清浄な活性化した清浄な金属面が露出して加圧による塑性変形により固相状態で接合する。摩擦攪拌接合とは似ているものの、接合面の表面付近のみを振動で接合する。最近では、異種金属材料間でも超音波接合が可能であることが報告されており、工業製品の小型化・軽量化を実現する強力なツールとなることが期待されている。

## 特徴
- 固相接合なので互いの金属が溶融する温度までは上昇せず、母材溶融温度の35% - 50%程度の比較的低温での接合が可能なので材料の変性が少なく、局所的な領域に留まる[2]。
- 半田付けとは異なり、消耗品が不要。
- 同種の素材間で接合する場合にはリサイクル時に異種素材の混入を抑えられる。

## 用途
超音波接合によって鉄鋼材料と軽金属の信頼性ある接合が安定して達成されれば、自動車産業や建築産業を含めた多くの分野の更なる発展が促進されると期待されている。金属間だけでなく、高分子やセラミックのような素材や異種間の素材の接合にも使用される。